# Glanes
Glanes ist eine französische Gemeinde mit 296 Einwohnern (Stand 1. Januar 2022) im Département Lot in der Region Okzitanien. Sie gehört zum Kanton Cère et Ségala und zum Arrondissement Figeac.
Nachbargemeinden sind Biars-sur-Cère im Nordwesten, Gagnac-sur-Cère im Nordosten, Cornac im Südosten und Bretenoux im Westen.

## Bevölkerungsentwicklung

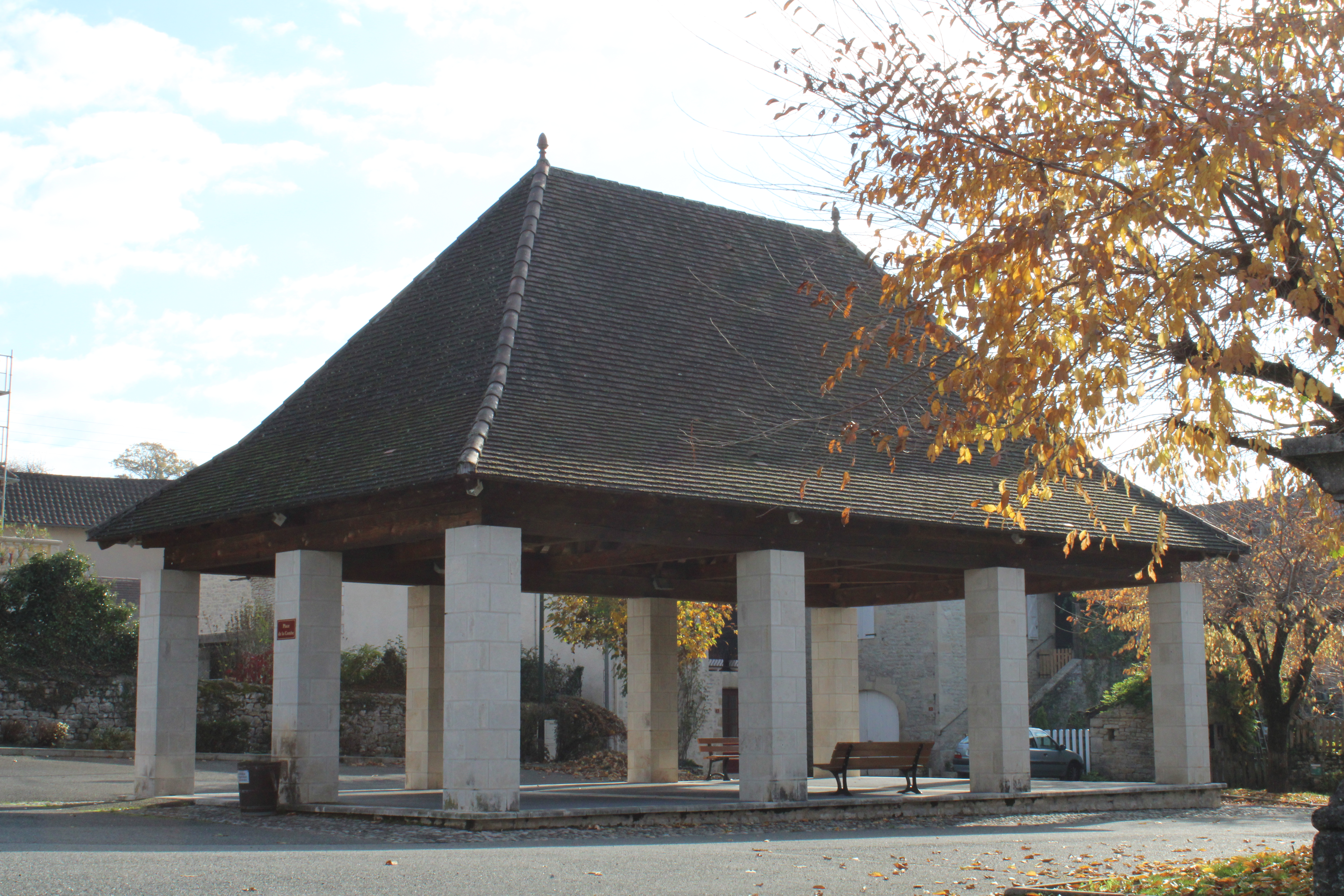
Alte Markthalle in Glanes

| Jahr      | 1962 | 1968 | 1975 | 1982 | 1990 | 1999 | 2008 | 2018 |
| --------- | ---- | ---- | ---- | ---- | ---- | ---- | ---- | ---- |
| Einwohner | 185  | 174  | 183  | 200  | 216  | 247  | 297  | 304  |